# Hans Münch
Hans Münch (ur. 14 maja 1911 we Fryburgu Bryzgowijskim, zm. 2001) – niemiecki lekarz, SS-Untersturmführer, członek załogi obozu koncentracyjnego Auschwitz-Birkenau. Jako jedyny został uniewinniony w pierwszym procesie oświęcimskim. 

## Życiorys
Był doktorem medycyny oraz bakteriologiem. Wstąpienie do SS organizacja oferowała mu jeszcze przed wybuchem II wojny światowej, jednak nie skorzystał z tej propozycji. Aby uniknąć wstąpienia do tej organizacji, zgłosił się na ochotnika do służby w Wehrmachcie, ale nie został przyjęty, ponieważ władze uznały, że wykonuje zbyt ważną pracę, aby pełnić służbę jako zwykły lekarz.
W czerwcu 1943 roku został zatrudniony jako naukowiec przez Waffen-SS i skierowany do Instytutu Higieny Waffen SS w Rajsku, ok. 4 km od obozu koncentracyjnego w Oświęcimiu, gdzie pracował m.in. z Josefem Mengele. W instytucie tym oprócz niemieckiego personelu pracowali również więźniowie z obozu w Auschwitz.
Po wojnie Münch jako jedyny podsądny został 22 grudnia 1947 roku w pierwszym procesie oświęcimskim uznany przez Najwyższy Trybunał Narodowy w Krakowie za niewinnego. Z zebranych materiałów dowodowych oraz zeznań świadków nie udało się udowodnić winy oskarżonemu. Z szeregu relacji więźniów obozu wynikało natomiast, że Münch wielokrotnie pomagał im, ryzykując własne życie. Wysyłał korespondencję więźniów, dostarczył lekarstwo jednemu z lekarzy żydowskiego pochodzenia, a podczas ewakuacji świadczył skrytą pomoc w przypadkach zasłabnięcia, podając leki.
Po procesie powrócił do Niemiec i pracował jako lekarz w Roßhaupten.